# Eufriesea theresiae
Eufriesea theresiae là một loài cánh màng thuộc họ Ong mật. Loài này được Mocsáry mô tả khoa học năm 1908.